# Banaroo
Banaroo – niemiecki zespół popowy, który nagrał kilka singli w Niemczech i Szwajcarii. Grupa składa się z dwóch mężczyzn i dwóch kobiet. Banaroo wydał debiutancki singiel Dubi Dam Dam w kilku krajach 5 i 6 czerwca 2005 roku. Utwór ten osiągnął ogromny sukces, głównie w Niemczech, gdzie osiągnął drugie miejsce na listach przebojów. Pierwszy album, wydany w lipcu, nosi tytuł Banaroo's World. Zajął pierwsze miejsce w Niemczech i Austrii.
Drugia piosenka zespołu, Space Cowboy, został wydany w całej Europie w sierpniu 2005. Pomimo że w Niemczech zajął miejsce w pierwszej dziesiątce, był oceniany jako totalna klapa. Trzeci singiel, świąteczna piosenka Coming Home For Christmas, nie była takim hitem jak poprzednie, lecz wciąż zajmowała pierwszą dziesiątkę w krajach niemieckojęzycznych.
W grudniu 2005 roku, Banaroo wylansował drugi album, Christmas World. Album, pomimo swojej nazwy, nie zawierał tylko świątecznych piosenek. Zajął dwunaste miejsce na niemieckich listach przebojów 9 grudnia 2005.
24 lutego 2006, zespół wydał swój czwarty singiel, Uh Mamma. Miesiąc później, 24 marca, grupa wydała trzeci album Amazing. 27 lipca tego samego roku, wylansowali swój następny singiel, Sing and Move (La La La Laaaa).
"Dubi Dam Dam" został wydany w Australii dopiero w kwietniu 2007, czyli dwa lata po europejskiej premierze.
W lipcu 2007, Banaroo wydał swój czwarty i ostatni studyjny album, Fly Away.

## Dyskografia

### Single
- 2005
  - Dubi Dam Dam
  - Space Cowboy
  - Coming Home For Christmas
- 2006
  - Uh Mamma
  - Sing and Move (La La La Laaaa)
- 2007
  - Ba Yonga Wamba
  - I'll Fly Away

### DVD
- 2005
  - Banaroo - Der Film!

### Albumy
- 2005
  - Banaroo's World
  - Christmas World
- 2006
  - Amazing
- 2007
  - Fly Away
  - The Best Of Banaroo